# ژان دلوفر
ژان دلوفر (فرانسوی: Jean Deloffre‎؛ زادهٔ ۵ اکتبر ۱۹۳۹) بازیکن و مربی فوتبال اهل فرانسه بود.
از باشگاه‌هایی که در آن بازی کرده‌است می‌توان به باشگاه فوتبال پاری سن ژرمن، باشگاه فوتبال لانس، باشگاه فوتبال آنژه، و باشگاه فوتبال نیس اشاره کرد.
وی همچنین در تیم ملی فوتبال فرانسه بازی کرده‌است.